# Občina Dolenjske Toplice

Občina Dolenjske Toplice - Jihovýchodní slovinský region

Občina Dolenjske Toplice je jednou z 212 občin ve Slovinsku. Rozkládá se v Jihovýchodním slovinském regionu a je jednou z 21 občin tohoto regionu. Její rozloha je 110,2 km² a v lednu 2014 zde žilo 3385 lidí. Správním centrem občiny je vesnice Dolenjske Toplice. V občině je celkem 29 vesnic.

## Poloha, popis
Při severním okraji území protéké řeka Krka. Do ní se zprava, tj. z jihu, vlévají dvě říčky - Radeščica a Sušica. Nadmořská výška je zde zhruba od 160 do 250 m. Směrem k západu a jihozápadu krajina stoupá do hor, kde nadmořská výška dosahuje téměř 1000 m.
Sousedními občinami jsou: Žužemberk na severu, Straža na severovýchodě, Novo mesto na východě, Semič na jihu, Kočevje na západě.

## Vesnice v občině
Bušinec, Cerovec, Dobindol, Dolenje Gradišče, Dolenje Polje, Dolenje Sušice, Dolenjske Toplice, Drenje, Gabrje pri Soteski, Gorenje Gradišče, Gorenje Polje, Gorenje Sušice, Kočevske Poljane, Loška vas, Mali Rigelj, Meniška vas, Nova Gora, Občice, Obrh, Podhosta, Podstenice, Podturn pri Dolenjskih Toplicah, Sela pri Dolenjskih Toplicah, Selišče, Soteska, Stare Žage, Suhor pri Dolenjskih Toplicah, Veliki Rigelj, Verdun pri Uršnih selih.